# عبدالملک برهانی
عبدالملک برهان نیشابوری یا برهانی(تولد نیشابور ۴۰۹، وفات در قزوین  ۴۶۵ قمری)از شاعران ایرانی قرن پنجم. ملقب به امیرالشعراء. در عصر سلجوقی می‌زیست. او پدر امیر معزی است. عبدالملک مورد علاقه و اعتماد الب‌ارسلان بوده‌است. و تخلص برهانی گرفته شده‌است از لقب آلب‌ارسلان یعنی برهان‌المؤمنین. بر اثر تیری که در شکارگاه شاه به او اصابت کرد، در قزوین درگذشت.

## نمونه شعر
| هر آن روزی که باشم در خرابات |  | همی نازم چو موسی در مناجات |
| هر آن روزی که در مستی گذارم  |  | مبارک باشدم ایّام و ساعات   |
| مرا بی خویشتم بهتر که باشم   |  | نه قرآنی نماسم من نه طاعات |
| چو از بند خِرد آزاد گردم      |  | بر آسایم ز تهدید عبادات    |
| مرا موسی بفرماسد به تورات    |  | چو کردم حق فرعونی مراعات   |